# Нанейшвили, Темур Леонидович
Темур Леонидович Нанейшвили (груз. თემურ ნანეიშვილი; род. 4 августа 1940, Тбилиси) — советский и грузинский физиолог, доктор биологических наук, профессор, академик Академии наук Грузии (2013; член-корреспондент с 2009). Вице-президент Национальной академии наук Грузии (2013—2018).

## Биография
Родился 4 августа 1940 года в Тбилиси, Грузинской ССР.
С 1958 по 1963 год обучался на биологическом факультете Тбилисского государственного университета. С 1963 по 1966 год обучался в аспирантуре Института физиологии имени И. С. Бериташвили АН ГрузССР.
С 1966 года на научно-исследовательской работе в Институте физиологии имени И. С. Бериташвили АН ГрузССР — НАН Грузии в должностях: младший научный сотрудник, с 1971 года — старший научный сотрудник, с 1985 года — заведующий лаборатории
нейрофизиологии памяти, с 2000 по 2006 год — директор этого института и одновременно председатель диссертационного совета этого института, с 2014 года — научный консультант этого института.
С 2006 по 2010 и с 2011 года — почётный профессор Кутаисского государственного университета имени Акакия Церетели. С 2010 по 2018 год — заслуженный профессор Свято-Андрея Первозванного Грузинского университета (груз. საქართველოს საპატრიარქოს წმიდა). С 2013 по 2018 год — вице-президент Национальной академии наук Грузии.

### Научно-педагогическая деятельность и вклад в науку
Основная научно-педагогическая деятельность Т. Нанеишвили была связана с вопросами в области нейрофизиологии памяти, психофизиологии и экспериментальной нейропсихологии. Занимался исследованиями в области нарушения патофизиологических механизмов, нарушением нейродевелопментов и нейродегенеративных расстройств.
В 1967 году защитил кандидатскую диссертацию по теме: «Образование и значение форм третьей серии времен и наклонений глаголов в древнегрузинском языке», в 1986 году защитил докторскую диссертацию на соискание учёной степени доктор биологических наук. В 2006 году ему присвоено учёное звание профессор. В 2009 году был избран член-корреспондентом, в 2013 году — действительным членом НАН Грузии.  Т. Нанеишвили было написано более ста пятьдесят научных работ, в том числе двух монографий и двух учебников для высших медицинских учебных заведений.

## Основные труды
- The effect of stimulation of the posterior hypothalamus on the electrical activity of the neocortex in chronically premesencephalic cats. Neirofiziologiia. 1976; 8(1):47-53.
- Об экстраретикулярном влиянии задней части гипоталамуса на зрительную кору. Труды Ин-та физиологии АН ГССР. 1976. 69-81.
- Neocortical electrical activity of cats with premesencephalic brain stem section under chronic experimental conditions.Fiziol Zh SSSR Im I M Sechenova. 1975. Sep;61(9):1273-80.
- Participation of the posterior hypothalamus in the activity of the ascending activating system. Biull Eksp Biol Med. 1975.Aug;80(8):3-6.
- Influence of the anterior and posterior hypothalamus on the conditioned reflex activity and delayed responses of lower simians. Fiziol Zh SSSR Im I M Sechenova. 1975. Aug;61(8):1134-41.
- The role of several limbic structures in neocortical activation following brain stem section at the level of the corpora quadrigemina. Fiziol Zh SSSR Im I M Sechenova. 1975. Jun;61(7):985-90.
- The effect of peripheral stimulation on the electrical activity of the neocortex in chronic premesencephalic cats. Neirofiziologiia. 1975;7(5):493-9.
- Влияние переднего и заднего гипоталамуса на поздние разряды спинного мозга Известия АН ГССР, сер. биологическая. 1975.9. 300-305.
- Изменение динамики гиппокампального тета-ритма кролика и кошки в сравнительном физиологическом аспекте. Ж. Эволюц. биохим. и физиологии. 1970. 5. 8.
- О природе парадоксальной фазы сна. Физиол. ж. СССР. 1970. 56. 689-695.
- The nature of the paradoxical phase of sleep.Fiziol Zh SSSR Im Sechenova. 1970. May;56(5):689-95
- The nature of the paradoxical phaze of sleep. Neuroscience Translati on. fed. Amer. Soc. Exp. Biol., 1970. 15.
- Neurophysiological mechanisms of delayed responses. Fiziol Zh SSSR Im I M Sechenova. 1969. Jun;55. (6):657-63.7
- О роли миндалевидного комплекса и грушевидной коры в регуляции поведения животных. Современные роблемы деятельности и строения ЦНС. Труды Ин-та физиологии АН ГССР. 1968. 30. 97-127.
- Родь миндалевидного комплекса и грушевидной коры в регуляции пищевого поведения животных. Проблемы физиологии гипоталамуса. 1968. 2. 89-99.
- Данные о взаимодейстии реакции спиного мозга при парном раздражеии афферентных нервов. Физиол. ж. СССР. 1965. 1. 51. 65-70.[4]